# Telipogon santiagocastroviejoi
Telipogon santiagocastroviejoi är en orkidéart som beskrevs av Nauray, A.Galán och R.Farfán. Telipogon santiagocastroviejoi ingår i släktet Telipogon och familjen orkidéer.
Artens utbredningsområde är Peru. Inga underarter finns listade i Catalogue of Life.